# 西越村
西越村（にしこしむら）は、かつて新潟県三島郡にあった町。

## 沿革
- 1889年（明治22年）4月1日 - 町村制施行に伴い三島郡久田村、上中条村、沢田村、乙茂村、大寺村、馬草村、藤巻村、柿木村、滝谷村、吉川村、神条村、高畑村が合併し、西越村が発足。
- 1901年（明治34年）11月1日 - 三島郡中越村、八手村と合併し、西越村を新設。
- 1957年（昭和32年）6月20日 - 三島郡出雲崎町と合併し、出雲町となり消滅。出雲町は即日、出雲崎町に改称。
- 1958年（昭和33年）1月1日 - 旧村域の大字高畑が出雲崎町から分離され、三島郡和島村に編入。

## 村長
- 高橋金治郎